# Panetolikos GFS
PAE Panetolikos (nowogr. ΠΑΕ Παναιτωλικός), właśc. PAE Panetolikos Jimnastikos Filekpedeftikos Silogos (nowogr. ΠΑΕ Παναιτωλικός Γυμναστικός Φιλεκπαιδευτικός Σύλλογος) – grecki klub piłkarski z siedzibą w Agrinio.

## Historia
Panetolikos został założony w 1926. W latach klub 1962-1975 (z jednosezonową przerwą) występował w Beta Ethniki. W 1975 klub po raz pierwszy awansował do Alpha Ethniki. Pobyt w greckiej ekstraklasie trwał tylko sezon, podobnie jak w latach 1974-1975. W premierowym sezonie Panetolikos zajął przedostatnie miejsce, ale wobec powiększenia ligi do 18 zespołów utrzymał się w lidze.
W następny sezonie Panetolikos ponownie był przedostatni, ale tym razem nie pozwoli mu to na utrzymanie. W następnych latach głównie występował w Beta Ethniki. Ogromny kryzys klub przeżywał w drugiej połowie lat 80., kiedy to spadł nawet do Delta Ethniki (IV liga) w 1988. W następnych latach klub krążył między Beta a Gamma Ethniki. W 2002 ponownie Panetelikos spadł do Delta Ethniki.
Dwa lata później klub powrócił do Gamma Ethniki, a w 2009 Beta Ethniki. W 2011 Panetelikos po prawie 35-letniej przerwie powrócił do greckiej ekstraklasy.

## Sukcesy
- Beta Ethniki
- mistrzostwo (2): 1974/1975, 2010/2011
- Gamma Ethniki
- mistrzostwo (3): 1984/1985, 1991/1992, 1995/1996
- Delta Ethniki
- mistrzostwo (1): 1988/1989

## Skład na sezon 2024/2025
| Nr | Poz. | Piłkarz                    |
| -- | ---- | -------------------------- |
| 1  | BR   | Michalis Pardalos          |
| 2  | OB   | Michalis Bakakis (kapitan) |
| 3  | OB   | Chrisowalandis Manos       |
| 4  | OB   | Epaminondas Pandelakis     |
| 5  | OB   | Sebastian Mladen           |
| 6  | PO   | Sotiris Konduristelakis    |
| 7  | NA   | Andrija Majdevac           |
| 8  | PO   | Christos Belewonis         |
| 9  | NA   | Andrews Tetteh             |
| 10 | PO   | Facundo Pérez              |
| 11 | NA   | Daniel Lajud               |
| 13 | BR   | Lucas Chaves               |
| 15 | NA   | Sebastián Lomónaco         |
| 16 | OB   | Christos Sielis            |
| 17 | NA   | Wasilios Kakionis          |

| Nr | Poz. | Piłkarz                 |
| -- | ---- | ----------------------- |
| 18 | PO   | Janis Buzukis           |
| 20 | PO   | Andrés Roa              |
| 21 | BR   | Eftimios Papazois       |
| 23 | OB   | Jeorjos Ajapakis        |
| 25 | NA   | Sergio Díaz             |
| 26 | OB   | Jasmin Čeliković        |
| 32 | BR   | Andonis Sterjakis       |
| 35 | OB   | Charalambos Mawrias     |
| 45 | OB   | Dawid Jaliatsos         |
| 49 | OB   | Nikola Stajić           |
| 54 | OB   | Jeorjos Liawas          |
| 65 | OB   | Apostolos Apostolopulos |
| 77 | PO   | Wangelis Nikolau        |
| 90 | PO   | Miguel Luís             |